# 统制派
統制派是大日本帝国陸軍内部存在的派系，与之对立的是皇道派。統制派在初期主张以暴力革命手段对国家进行革新，建設「高度国防国家」（“总体战”体制）为目标对抗西方列強，之后理念转变，主张通过合法形式实现政治上的诉求。对陆军内的纪律统制抱持尊重，遂称“统制派”。1936年二二六事件后，统制派彻底掌握了陆军实权，确立了对陆军的绝对控制。
早期統制派的核心人物为永田铁山，永田被刺杀后，統制派的核心人物是东条英机。
统制派主张保持陆军中央机构稳定的统制，通过自上而下的合法手段进行国家改造，建立军部独裁，主张消除陆军内部的派系，主张南进论以英、美为敌，对中国以战争解决“中国问题”，对苏联缔结互不侵犯条约。
进入1930年代，在清洗长州藩派阀势力之后，犬养毅内阁时，1931年12月皇道派首领人物荒木贞夫就任陆军大臣，利用人事安排皇道派势力占据日本陆军内部重要岗位。1934年支持统制派的林铣十郎接替荒木贞夫出任陆军大臣，启用永田铁山出任陆军省军务局长，借助人事调整削弱皇道派势力，统制派在与皇道派的斗争中占了上风。1935年7月在皇道派军官中享有很高威望的真崎甚三郎被免去陆军教育总监的职务，皇道派与统制派之间的矛盾激化。1935年8月相泽事件中永田铁山被刺杀。1936年二·二六事件之后，在肃军运动中，陆军内部的皇道派势力被清洗，统制派掌握了陆军内部的主导权。通过恢复军部陆、海军大臣现役武官制，利用陆军不合作倒阁等政治手段，最终建立极权内阁，成为陆军及其内外政策的主导者。